# Indijska vojna mornarica
Indijska vojna mornarica je pomorska veja Indijskih oboroženih sil. Vrhovni poveljnik vojne mornarice je predsednik Indije. Vojno mornarico vodi Poveljnik štaba vojne mornarice, ki je admiral s štirimi zvezdicami.
Osnovni cilj vojne mornarice je zaščita morskih mej države in v sodelovanju z drugimi oboroženimi silami države delovati za odvračanje in poraženje kakršnih koli groženj ali agresij proti ozemljem, ljudem ali pomorskim interesom Indije v času vojne in miru.
Junija 2019 je imela Indijska vojna mornarica 67.252 aktivnih pripadnikov in 75.000 rezervistov ter floto 150 ladij in podmornic ter 300 zrakoplovov. Oktobra 2022 so operativno floto vojne mornarice sestavljali dve letalonosilki, deset rušilcev, dvanajst fregat, ena strateška jedrska podmornica, petnajst dizel-električnih podmornic, devetnajst korvet, en minolovec, štiri tankerji in številne druge pomožne ter patruljne ladje.
Indija je po letu 2000 začela masivno modernizacijo vojne mornarice. Leta 2016 je bila vojni mornarici predana v uporabo prva jedrska podmornica domače izdelave, leta 2022 pa prva v Indiji zgrajena letalonosilka, Vikrant.
Glavni izvoznik vojaških plovil v Indijo je bila v preteklosti Rusija, ki je Indiji prodala letalonosilko Vikramanditja razreda Krečjet, rušilce projekta 61, fregate razreda Burevestnik, dizel-električne podmornice razreda Paltus in posodila jedrsko podmornico Nerpa razreda Ščuka-B (vrnjena leta 2021, trenutno v popravilu v Rusiji do leta 2026 nova podmornica istega razreda Bratsk za Indijo). Poleg tega je Indija kupila letalonosilki Viraat in Vikrant od Velike Britanije.